# Беспредметная живопись
Беспредметная живопись — течение абстрактного искусства, ставящее целью выразить высшую реальность в простейших формах. Первый шаг в беспредметность сделали
Василий Кандинский, которого интересовал не материальный мир, а духовный, и Казимир Северинович Малевич, которому принадлежат неологизмы «цветопись» и «цветописцы». Супрематическая теория Казимира Малевича, созданная им в 1915 году, во многом базировалась на проводимых им исследованиях цвета. В печати созданный Малевичем неологизм «цветопись» появился впервые в его статье «Кубизм», написанной в конце 1916 года.
В начале 1917 года Малевич написал теоретическую работу «Цветопись»; к этому времени теория цветописи уже была успешно воплощена в его живописном творчестве.
В 1920-е гг. цветопись изучалась и исследовалась в ГИНХУКе. «Само слово „Живопись“ указывает на большую реальность. Цветопись более условна и плоскостно выявляет рисунок, благодаря положенным рядом цветовым отношениям. Тернер, Рембрандт — живопись. Матисс — цветопись». «Художники делятся на рисовальщиков, живописцев и цветописцев. Рисовальщики отделены от цвета<..> Живописцы подчинены стихии цвета. <..> У живописцев формы избегают линий, а переходят незаметно одна в другую. Их структура скрыта, не прозрачна. Цветописцы — золотая середина. <..> Их структура — строительство ясно видимым рисунком и чистыми отношениями цвето-форм. <…> Лучшим образцом цветописи является русская икона».